# 花とゆめコミックス
花とゆめコミックス（はなとゆめコミックス）は、白泉社から刊行されている日本の漫画単行本レーベル。「花とゆめCOMICS」という名称も使用されている。
同社の漫画雑誌である『花とゆめ』や『LaLa』（共に別冊等を含む）、『MELODY』などに掲載された作品を収録しており、小学生から一般社会人までを対象にしている。

## 概要
1975年から刊行されている。判型は新書判。創刊時の定価は320円。最初のタイトルは山岸凉子の『アラベスク』（第2部）である。初期のタイトルには親会社である集英社から刊行されていたものも少なくない。
1980年代以降は、白泉社の漫画雑誌掲載作品のみとなった。10巻を超えるタイトルも少なくなく、特に2009年11月現在において少女漫画のレーベルから刊行されているシリーズとしては最も巻数の多い『パタリロ!』（魔夜峰央）は83巻、コミックスが刊行されたパタリロ作品全体としては通算101巻に達している。
2000年代に入り、集英社、講談社、小学館、秋田書店などの少女漫画のレーベルでは表紙を中心にデザインを大幅に変えているが、このレーベルでは創刊時からそれほど大きくは変わっていなかった。ただ、裏表紙に「作品紹介」が掲載されるようになったため、書店で包装されて販売されていても大まかな物語のあらすじがわかるようになった。
2013年6月以降、表紙、背表紙とも全面にイラストを配置する新デザインに変更された。トリコロールラインは表紙の右上に短めに入れられていて背表紙で交差して終わる。またHCの文字のそばにLaLaなどの掲載雑誌も付け加えられた。ただし、デザイン変更前に1巻が発売された作品は続刊であっても旧デザインで刊行されるものもある。
新書判以外のサイズ（A5判・B6判など）で刊行される作品は『花とゆめコミックススペシャル』のレーベルより刊行される。

## 特徴
扱っている内容は「恋愛作品」が多いが、現代の現実世界を舞台にした内容より、ファンタジー要素を含む作品が大半を占める。各雑誌ごとに幅広い年代の読者に支持されている。
2013年5月25日刊行分までカバーの表紙デザインは統一フォーマットを採用していた。上部は白を背景に、赤と青のラインが間に白を挟み（トリコロールライン）、その白に花とゆめCOMICSの文字が入り、次にゴシック体（一部例外がある）でタイトル、ライン、作者名（読み仮名付く場合もあり）とアラビア数字で巻数が入る。その下には作品別の固有色（例外あり）を背景に枠の中にイラストが描かれる。なお、上部の赤と青のラインは背表紙で交差し、裏表紙では青と赤のライン（間に白が入る）になる。
裏表紙には、上部にバーコードやISBNなどコード類、定価などの情報が入る（初期のころは下部に入っていた）。当初はイラストが中央部分に描かれているのみで解説などはなかったが、現在のものにはイラストのほかに「作品紹介」として簡単なあらすじが掲載されており、掲載誌も表記されている。
背表紙には、タイトル名と作者名が入り、下部の一部にカラーが敷かれる。表紙には、カラーラインが敷かれるものと敷かれないものとがある。なお、背表紙の巻数は通常鉤括弧付きである。ただし鉤括弧のつかないものもある。
「HC」で始まる通し番号が付与されており、統一フォーマット廃止直前の2013年5月25日刊行分までは本体背上部に番号のみ記されていた。当初は紙カバー表4および背表紙下部にも記載されていた。HC-4139『僕らは楽園で結ばれる』2巻（空あすか・南々井梢）を最後に本体の番号表記も消滅し、以降の通し番号は制度存廃を含めて不明である。
見返し部分は、りぼんマスコットコミックス（集英社）に類似している。表の見返しの上部には作者の既刊単行本リストなどがあり、下部にはイラストが描かれている。また、裏の見返しには「作品かいせつ」が付いている。

## 主な作品
それぞれの雑誌項目を参照のこと。
- 花とゆめ
- 別冊花とゆめ
- ザ花とゆめ
- LaLa
- LaLa DX
- MELODY（ただし一部の作品はジェッツコミックス[7]）